# Foresta di Białowieża
La foresta di Białowieża (in bielorusso Белаве́жская пушча, Belavežskaja pušča e in polacco Puszcza Białowieska) è un'antica foresta vergine situata lungo il confine tra la Bielorussia e la Polonia, 70 chilometri a nord di Brėst. Essa rappresenta tutto ciò che resta dell'immensa foresta che migliaia di anni fa si estendeva su tutta l'Europa. Questo sito, appartenente ai patrimoni dell'umanità dell'UNESCO e riserva della biosfera, si trova nella Bielorussia sud-occidentale, nel Voblast di Brest e nel Voblast di Hrodna per quanto riguarda la parte bielorussa; nel voivodato della Podlachia (190 km a nord di Varsavia) per quanto riguarda la parte polacca.
Sul territorio polacco essa è protetta anche come parco nazionale e si estende su circa 100 km². Sul territorio bielorusso invece la riserva della biosfera copre circa 1.771 km². La parte centrale della foresta si estende per 157 km², l'area "cuscinetto" per 714 km² e la zona di transizione per altri 900 km². Il parco nazionale e il Patrimonio dell'umanità vero e proprio si estendono per 876 km². Il confine che divide i due Stati corre attraverso la foresta e, ad oggi, è chiuso sia per i grandi animali sia per i turisti.

## La parte bielorussa
Il quartier generale della Belavežskaja pušča, a Kamenec, comprende laboratori, uno zoo dove si possono ammirare nel loro habitat naturale i bisonti europei (reintrodotti nel 1929), konik (cavalli allo stato semi-selvaggio), cinghiali, alci ed altri animali indigeni, il museo regionale inserito nella Torre bianca, alberghi e ristoranti costruiti durante l'era sovietica e oggi in gran parte in cattivo stato di conservazione.
Una nuova attrazione della parte bielorussa è costituita dal museo del Capodanno e dalla residenza di Dzied Maróz, letteralmente Nonno Gelo, la versione slava di Babbo Natale, visitata da migliaia di turisti.
I turisti stranieri che visitano la zona bielorussa della foresta sono pochi, a causa della carenza di infrastrutture.

## La parte polacca

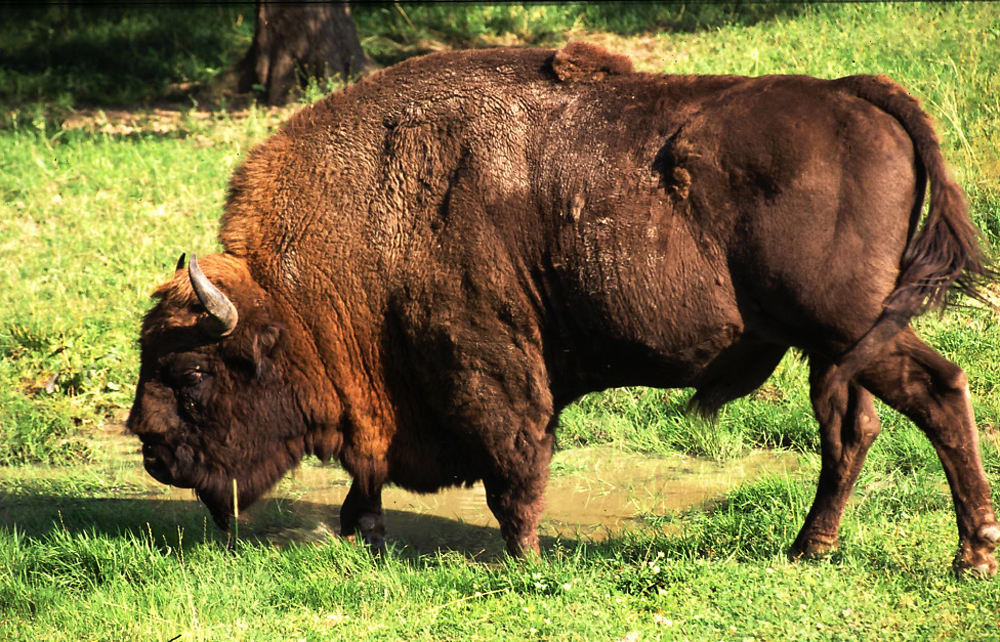
Un bisonte europeo nella foresta di Białowieza

Sul lato polacco si può trovare la Radura di Białowieża, costruita originariamente per gli zar di Russia, che furono gli ultimi proprietari privati della foresta (dal 1888 al 1917) quando essa si trovava interamente all'interno del territorio dell'Impero russo. Nella radura vi sono alberghi, ristoranti e parcheggi. Da qui possono essere intraprese visite, anche a cavallo, sotto stretta sorveglianza da parte delle autorità; circa 100.000 turisti l'anno visitano la parte polacca della foresta. Dal 1921 circa 100 km2 di foresta sono tutelati da uno dei più antichi parchi nazionali d'Europa, il Parco nazionale di Białowieża.

## Storia
Tutta l'area dell'Europa orientale un tempo era ricoperta di foreste come quella di Białowieza; per gli spostamenti, fino al XIV secolo si viaggiava lungo sentieri che costeggiavano i fiumi, mentre le strade e i ponti apparvero molto tempo dopo. Nel XIV secolo la foresta era una riserva di caccia, mentre nel XV secolo essa divenne proprietà del re Ladislao II di Polonia, che usò la foresta come riserva di cibo per il suo esercito in marcia verso la battaglia di Grunwald. Un castello ligneo costruito nella foresta divenne il suo rifugio durante la peste nera. Il primo atto legislativo a protezione della foresta di cui si abbia notizia risale al 1538, quando un editto del re Sigismondo il Vecchio istituì la pena di morte per i bracconieri di bisonti. Egli costruì anche un nuovo casino di caccia in legno nella città di Białowieza, che diede in seguito il nome a tutta la foresta.
La foresta fu dichiarata riserva di caccia nel 1541 per proteggere la popolazione di bisonti. Nel 1557 venne istituito uno speciale statuto per la foresta, al fine di porne lo sfruttamento sotto il giudizio di uno speciale comitato. Nel 1639 il re Ladislao IV Vasa emanò un editto per liberare tutti i contadini che vivevano nella regione della foresta in cambio del loro servizio come osocznicy, cioè cacciatori del re. Essi vennero anche liberati dall'obbligo di pagare le tasse, in cambio della promessa di curarsi della foresta. Quest'ultima venne divisa in 12 aree triangolari (straże) aventi il centro a Białowieza.

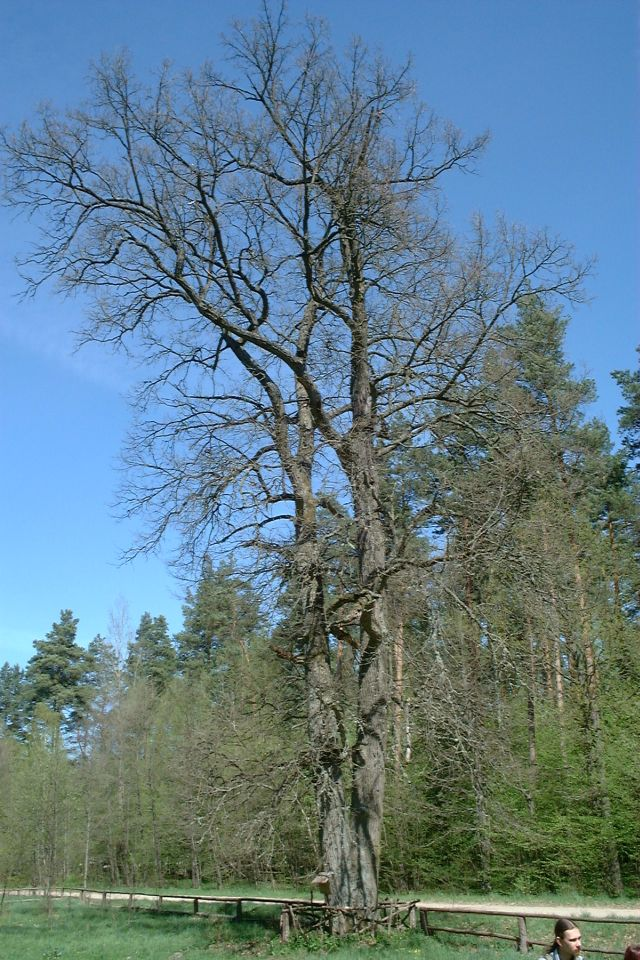
Querce nel Parco Nazionale di Białowieza

Fino al regno di Giovanni Casimiro Vasa la foresta restò prevalentemente disabitata. Nel XVII secolo invece vi troviamo alcuni piccoli villaggi, fondati per sviluppare l'industria dell'estrazione dei minerali ferrosi e la produzione di pece. I villaggi furono popolati da persone provenienti dalla Masovia e dalla Podlachia e i loro discendenti vivono ancora qui.
Dopo le Spartizioni della Polonia lo zar Paolo I trasformò tutti gli abitanti della foresta in servi della gleba e li consegnò con le zone della foresta in cui essi vivevano a vari generali e aristocratici russi. In quest'epoca un gran numero di cacciatori entrò nella foresta, dal momento che ogni tipo di protezione era stata abolita. Il numero di bisonti crollò da circa 500 a circa 200 in meno di 15 anni. Nel 1801 lo zar Alessandro I reintrodusse la legislazione che istituiva una riserva per la foresta; assunse inoltre un piccolo numero di contadini per prendersi cura degli animali. Nel 1830 il numero di bisonti era cresciuto nuovamente fino a 700. Nel 1830-1831 la stragrande maggioranza dei forestali (500 su 502) partecipò alla rivolta di novembre e questo fatto causò l'immediata abolizione dei loro privilegi, il che portò ad una sospensione della protezione della foresta.
Alessandro II visitò la foresta nel 1860 e decise di reintrodurre la protezione per i bisonti. In base ai suoi ordini, gli abitanti del posto uccisero indiscriminatamente tutti i predatori: lupi, orsi e linci. Nel 1888 gli zar russi divennero i proprietari di tutta la foresta: una volta ancora essa divenne riserva di caccia. Gli zar cominciarono a spedire in dono i bisonti a varie capitali europee, e allo stesso tempo popolarono la foresta con cervi, alci e altri animali importati da ogni angolo dell'Impero. L'ultima grande caccia zarista avvenne nel 1912.
Durante la prima guerra mondiale la foresta subì gravissimi danni. L'Esercito imperiale tedesco occupò l'area nell'agosto del 1915 e cominciò a cacciare intensamente gli animali. Durante poco più di 3 anni di occupazione, più di 200 chilometri di ferrovia vennero costruiti per facilitare lo sviluppo industriale della regione. Vennero costruite tre grandi segherie a Hajnówka, Białowieża e Gródek. Fino al 25 settembre, quando venne impartito l'ordine di non cacciare entro il perimetro della foresta, vennero uccisi almeno 200 bisonti. Ciò nonostante i soldati tedeschi, i bracconieri e i predoni sovietici continuarono il massacro fino a febbraio 1919, quando la regione venne conquistata dall'esercito polacco. L'ultimo bisonte era stato ucciso appena un mese prima.
Nel 1921, terminata la guerra sovietico-polacca, il cuore della foresta di Białowieza venne dichiarato Parco Nazionale. Nel 1923 si scoprì che solo 54 bisonti erano sopravvissuti alla prima guerra mondiale, tutti sparsi in vari zoo nel mondo (nessuno di essi si trovava in Polonia). Nel 1929 lo stato polacco acquistò 4 bisonti da vari giardini zoologici e dal Caucaso occidentale (dove i bisonti si sarebbero estinti pochi anni dopo). Per la loro protezione, gran parte della foresta di Białowieza venne inclusa all'interno dei confini del Parco Nazionale (1932). La reintroduzione venne coronata dal successo e nel 1939 nella foresta di Białowieza i bisonti erano diventati 16.
Nel 1939 la popolazione locale di etnia polacca venne deportata in zone remote dell'Unione Sovietica, per essere rimpiazzata da lavoratori sovietici; nel 1941, comunque, la regione venne occupata dall'esercito nazista e gli abitanti sovietici vennero a loro volta deportati. A partire da quell'anno la foresta divenne il rifugio di parecchi partigiani polacchi e sovietici, e infatti le autorità tedesche organizzarono esecuzioni di massa ai danni delle popolazioni sospettate di aiutare la resistenza. Hermann Göring progettava di costruire qui la più grande riserva di caccia del mondo, ma nel luglio del 1944 la foresta venne liberata dall'avanzata dell'Armata Rossa. Ritirandosi, la Wehrmacht distrusse lo storico casino di caccia di Białowieza.
Dopo la guerra la foresta venne divisa fra la Polonia e la Bielorussia, che all'epoca faceva parte dell'Unione Sovietica. Nella parte polacca nel 1947 venne riaperto il Parco Nazionale, mentre nella parte sovietica la foresta divenne parte dell'amministrazione pubblica.
Belovezhskaya Pushcha venne protetta sotto: decisione No. 657 del Consiglio dei Commissari del Popolo dell'Unione Sovietica, 9 ottobre 1944; ordine No. 2252-P del Consiglio dei ministri dell'Unione Sovietica, 9 agosto 1957; decreto No.352 del Consiglio dei ministri della Bielorussia, 16 settembre, 1991.
Nel 1992 la Riserva venne iscritta nell'elenco dei Patrimoni dell'umanità dell'UNESCO, nonché riconosciuta come Riserva della biosfera l'anno successivo.

## Le querce della foresta
La Grande Mamamuszi è la più grande quercia della foresta. Nel 2005 la circonferenza del suo tronco a 130 centimetri da terra era di quasi 7 metri (690 centimetri, 10 in più rispetto al 1989). Il nome dell'albero deriva dall'opera di Molière Il borghese gentiluomo in cui il protagonista, il signor Jourdin, venne chiamato Mamamouchi dall'ambasciatore turco. L'albero ha uno splendido tronco a colonna ed è alto 34 metri. Tra tutte le querce della foresta di Białowieza con circonferenza oltre i 6 metri, questa è quella nelle migliori condizioni.
Il  Re di Nieznanowo, una quercia con circonferenza del tronco a 130 centimetri dal suolo di 620 centimetri, alta 38 metri. Essa ha un tronco nettamente a forma di guglia, il più pronunciato fra tutte le querce di Białowieza. I primi rami si trovano a 18 metri di altezza. A partire dal 1998 essa sta lentamente morendo, infatti nel 2005 solo 2 rami erano ricoperti di foglie. Dagli anni sessanta la circonferenza del suo tronco è cresciuta di 45 centimetri.
L'Imperatore del Sud (circonferenza del tronco a 130 centimetri dal suolo di 610 centimetri, alta 40 metri), al contrario della precedente gode di ottima salute.
L'Imperatore del Nord, caratterizzata da un tronco estremamente regolare (circonferenza del tronco a 130 centimetri dal suolo di 605 centimetri, alta 37 metri)
La Croce del Sud, circonferenza del tronco a 130 centimetri dal suolo di 630 cm, alta 36 m. Alla base del tronco presenta una notevole lesione nella corteccia sul lato est. Negli ultimi 40 anni la circonferenza del tronco è cresciuta di circa 65 centimetri. Il nome le è stato dato a causa della forma della chioma, i cui rami principali ricordano una croce.
Il Guardiano di Zwierzyniec è una delle più grosse querce della foresta (circonferenza del tronco a 130 centimetri dal suolo di 658 centimetri, alta 37 metri). L'albero è in gran parte piegato verso ovest, cosa che probabilmente ha contribuito ad ampliare la circonferenza del tronco alla base. Tutti i rami sono verdi, cosa che significa che le condizioni della quercia sono ottime.
La Quercia Barile, così chiamata per la forma del suo tronco, è quella con la circonferenza maggiore fra quelle di Białowieza (740 centimetri); è alta 30 metri. L'albero è morto, in gran parte privo di corteccia, e si pensa che abbia almeno 450 anni.
La Corteccia Zar (circonferenza del tronco a 130 centimetri dal suolo di 640 centimetri, alta 41 metri) occupa un volume stimato in 75 metri cubi. L'albero si è seccato nel 1984 e per oltre 20 anni è rimasto, morto, sul margine della valle del fiume Leśna Prawa. Oggi il tronco è totalmente privo di corteccia e molti rami si sono spezzati e giacciono alla base del tronco.
La Quercia Dominatrice è una delle più grandi, con una circonferenza del tronco a 130 centimetri dal suolo di 680 centimetri e un'altezza di oltre 36 metri. L'albero è morto nel 1992 e il tronco ha in gran parte perso la corteccia. Con un'età stimata di 450 anni, per parecchi anni ha dominato la foresta di Białowieza per quanto riguarda le dimensioni.
La Quercia di Jagiello, probabilmente la quercia più famosa della foresta di Białowieza. Pare che fosse la quercia al di sotto della quale il re Ladislao II di Polonia sostò prima della Battaglia di Grunwald.

## Nella cultura di massa
La foresta è il soggetto principale di una ballata, famosa in Russia, Belovezhskaya Pushcha, composta nel 1975 da Aleksandra Pachmutova con testi di Nikolaj Dobronravov.

## Filmografia
- Pietro Del Re, Antonello Tiracchia, La foresta delle tre domeniche, videoreportage, Repubblica tv, 2011.